# Sukumo
Sukumo (japanisch 宿毛市 -shi) ist eine Stadt in der Präfektur Kōchi auf der Insel Shikoku in Japan.

## Geographie
Sukumo liegt südwestlich von Kōchi.

## Geschichte
Sukumo wurde 1954 gegründet.

## Verkehr
- Straße:
  - Nationalstraße 56, 321
- Zug:
  - Tosa Kuroshio Sukumo-Linie

## Angrenzende Städte und Gemeinden
- Präfektur Kōchi
  - Shimanto
  - Tosashimizu
  - Ōtsuki
  - Mihara
- Präfektur Ehime
  - Uwajima
  - Ainan